# Canals d'Inundació de l'Indus
Canals d'Inundació de l'Indus (Indus Inundation Canals) és un sistema de canals d'inundació al Panjab (Pakistan) que agafen l'aigua a la riba occidental de l'Indus i reguen part del districte de Dera Ghazi Khan. En total són 14 i reguen uns 280 km. Alguns canals foren construïts per caps mihranis i altres senyors locals i foren millorats per Sawan Mai, governador per compte de Ranjit Singh a la primera meitat del segle xix. Cinc dels canals foren construïts per senyors balutxis el 1862-1863) per ús a les seves terres, però en ser un fracàs econòmic ho van vendre al govern britànic.